# Курица пармиджана
Курица пармиджана (англ. chicken parmigiana, chicken parmesan, итал. pollo alla parmigiana) — блюдо, состоящее из панированной куриной грудки, покрытой томатным соусом и сыром моцарелла, пармезан или проволоне. Иногда добавляют немного ветчины или бекона.
Блюдо возникло в итальянской диаспоре в XX веке. Было высказано предположение, что блюдо основано на сочетании итальянского parmigiana di melanzane, блюда, в котором используются жареные кусочки баклажанов и томатный соус, с итальянской котлетой (cotoletta) из телятины в панировке, которая, как правило, подаётся в Италии без соуса или сыра.
Курица пармиджана входит в состав множества различных блюд, в том числе сэндвичей и пирогов, используется в конкурсах по поеданию пищи в некоторых ресторанах.

## Северная Америка
Блюдо, также известное как «chicken parm», возникло на северо-востоке США в среде итальянских иммигрантов. По прибытии в Америку итальянские иммигранты начали пользоваться доступным мясом, сочетая курицу с пармезаном. Блюдо стало популярным в ресторанах итало-американской кухни к 1950-м годам. Популярность домашних версий также росла. В выпуске New York Herald Tribune за 1953 год был опубликован рецепт, в котором использовались замороженные жареные куриные котлеты или филе вместе с другими предварительно обработанными продуктами, чтобы приготовить домашнюю версию блюда. Рецепт курицы пармиджана был опубликован в The New York Times в 1962 году.
В Соединенных Штатах и Канаде курицу пармеджана часто подают в качестве основного блюда, а иногда с макаронами или поверх них. Многие рестораны также предлагают сэндвичи с курицей.

## Австралия

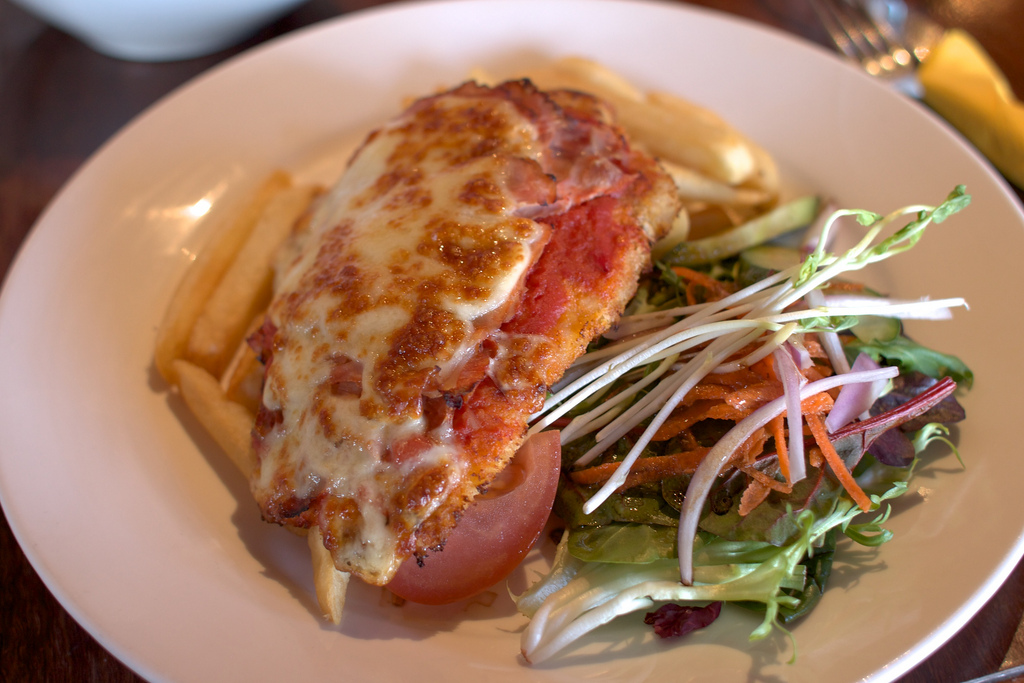
Курица пармиджана с жареным картофелем и салатом, распространенная подача в Австралии

Курица пармиджана была известна в Австралии к 1950-м годам. Блюдо предлагали в ресторанах Аделаиды ещё в 1953 году. Его регулярно подают в качестве основного блюда по всей Австралии, где оно считается основным продуктом питания в пабах. В интервью 2019 года, которое транслировалось на ABC Radio Hobart, историк кулинарии Ян О’Коннелл считает, что курица пармиджана не была распространена в пабах до 1980-х годов; до этого его подавали в основном в ресторанах.
Курицу пармеджано обычно подают в Австралии с жареным картофелем и салатом, хотя есть некоторые разногласия относительно того, следует ли их подавать под курицей или рядом с ней. Популярность блюда привела к открытию специализированного ресторана с курицей пармиджана в Мельбурне, оно является предметом обзоров на специализированных веб-сайтах, которые сравнивают блюда, купленные в различных пабах в регионе. Разговорное название блюда варьируется в зависимости от региона, наиболее популярными вариантами являются «parmy», «parmi» и «parma».

## Азиатская кухня фьюжн
В кухне фьюжн курица пармеджано была модифицирована в соответствии с азиатскими вкусовыми предпочтениями путем добавления небольшого количества соевого соуса (в качестве заменителя соли) к томатному соусу и иногда подается с рисом или жареной лапшой. Это блюдо иногда продается в англоязычных странах как «chicken katsu parmesan». Иногда в яичную смесь для курицы добавляют соевый соус.

## Италия

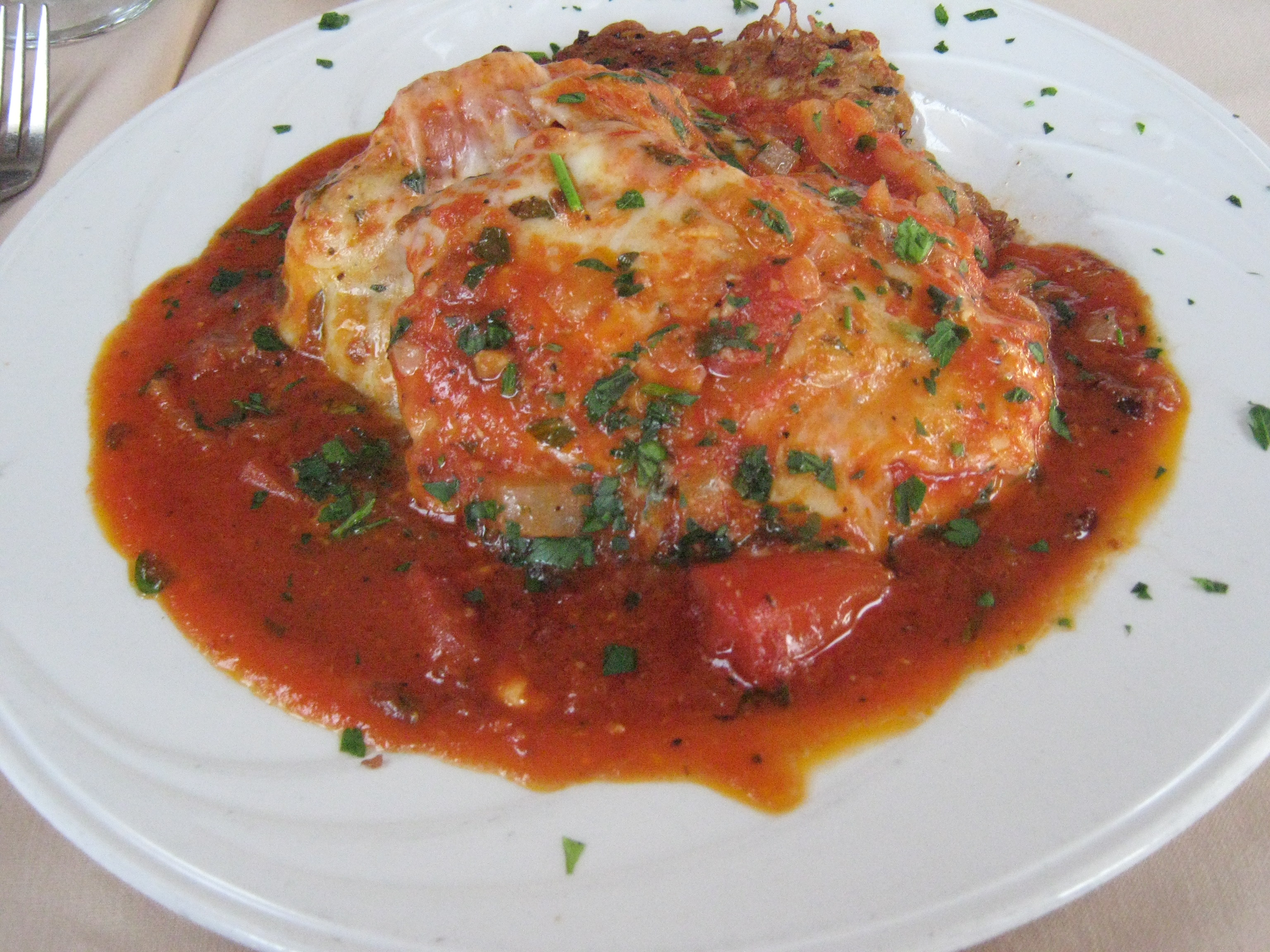
Курица пицайола в итальянской Венеции

Помимо Баклажанов пармиджано, блюда, в котором вместо курицы используются кусочки баклажанов в панировке, в Италии есть и другие подобные блюда, в которых используется мясо.
Карне пиццайола — это блюдо, происходящее из неаполитанской кулинарной традиции, которое состоит из мяса, покрытого сыром и обычно приготовленное с помидорами, оливковым маслом, чесноком и белым вином. Чаще всего используется говядина, но его также можно приготовить из курицы и свинины.
Подобное блюдо с использованием телятины известно в итальянском языке как cotoletta alla Bolognese, в котором нет томатного соуса, но оно включает расплавленный сыр пармезан и прошутто. Costolette Parmigiana — ещё одно похожее блюдо из телятины, но в Италии его обычно подают без соуса или сыра.

## Великобритания
В Англии пармо (parmo) — это блюдо родом из Мидлсбро, которое обычно состоит из жареной курицы или свинины в панировке с белым соусом бешамель и сыром вместо томатного соуса. Пармо возник как эскалоп Пармезан (escalope Parmesan), производное от курицы пармиджано.

## Аргентина
В Аргентине разновидность миланезы по-наполитански (отбивная котлета в панировке) готовят из курицы вместо обычной говядины, как и курицу пармиджано. Иногда его украшают ветчиной, беконом или жареным яйцом и обычно подают с картофелем фри.